# Herbert L. Clarke
Herbert Lincoln Clarke (12 de setembre de 1867 – 30 de gener de 1945) fou un destacat cornetista, director d'orquestra i compositor nord-americà.
El seu llegat inclou un gran nombre de composicions per a corneta que han esdevingut peces del repertori habitual per aquest instrument. També ha estat molt rellevant pel seu vessant pedagògic i la publicació de nombrosos mètodes de corneta i trompeta que encara avui en dia és un dels més emprats per l'estudi tècnic de la trompeta.

## Biografia
Herbert L. Clarke va néixer a  Woburn, Massachusetts el 12 de setembre de 1867. Com que el seu pare, William Horatio Clarke, era compositor i organista i la majoria de feines que tenia eren itinerants, la família Clarke es va mudar diverses vegades a passant per Ohio, Indiana i Massachusetts, fins que finalment el 1880 es van establir a Toronto.
Herbert va tenir tres germans més grans que ell, William, Edwin i Ernest. Encara que tots ells van rebre educació musicals, dos d'ells van despuntar en el terreny musical, Edwin com a solista amb corneta i flugelhorn, i Ernest, fou professor de trombó a la Juilliard Music School de Nova York. Herbert a la seva autobiografia How I Became a Cornetist explica que el germà gran, William, tot i ser un bon pianista i organista, mai va dedicar-se professionalment a la música.
Herbert va començar tocant la viola i el 1881 ja era el segon violista de la Toronto Philarmonic Society. De totes maneres, en la seva autobiografia explica que un dels esdeveniments que el van captivar més va ser assistir a un concert de la D.W. Reeves' American Band de Providence, Rhode Island al Horticultural Pavilion de Toronto el mateix 1881. On va poder sentir Bowen R. Church fent de solista amb la corneta. Va ser aleshores que va començar a practicar amb la corneta del seu germà Edwin i amb poc temps es va guanyar un lloc com a cornetista a la Queen's Own Rifle Band el 1882, amb la intenció d'aconseguir una corneta becada pel govern amb la qual practicar.
Entre 1884, quan va acabar els estudis secundaris (High School), i 1887, Herbert combinava tocar la viola i la trompeta a l'orquestra del fossat de la English’s Opera House a Indianàpolis, on es va mudar la família Clarke. També va necessitar treballar a una botiga (John Kay Store) mentre era el segon cornetista al Queen's Own de Toronto i tocant al ressort Ontario Beach a l'estiu. Quan va començar a tocar amb la banda del Queen's Own, Herbert només tenia 14 anys, mentre que l'edat mínima legal eren 18, però al seu favor va poder formar-ne part igualment, de manera que finalment va aconseguir que li deixessin un instrument de la banda per no haver de dependre de l'instrument del seu germà i poder estudiar més.
Quan es van Mudar a Indianàpolis es va comprar el seu propi instrument, una Boston 3-Star Cornet. I a més a més, el 1886 va guanyar un concurs com a cornetista solista amb la When Clothing Store Band i el van obsequiar amb una corneta feta a mà pel fabricant Henry Distin de Williamsport, Pennsylvania. La qual es pot veure als Sousa Archives and Center of American Music a la universitat d'Illinois.
El 1887 va incorporar-se com a cornetista solista a la Citizen's Band de Toronto, sota la direcció de John Bayley.
El setembre de 1889 es va casar amb Elisabeth “Lizzie” London, amb qui va tenir dos fills Vivian Grace (1990) i James (1992).
Fins al 1892, va participar com a cornetista en nombroses bandes de Toronto i rodalia, a la vegada que donava classes de viola al Conservatori de Música de Toronto i al Trinity College School de Port Hope, Ontario.
La primavera de 1892 va tornar a marxar de Canadà, per anar-se’n a Nova York i formar part de la N.Y.S.N.G. Band del 22 Regiment, també coneguda com a Gilmore’s Band, sota la batuta de Patrick Gilmore. Herbert va poder fer una audició/prova d'accés amb en Patrick Gilmore gràcies al seu germà Ernest que aleshores ja formava part de la seva banda tocant el trombó i el va recomanar.
El 1893 va accedir a la banda de John Philip Sousa com a cornetista solista. Aquell mateix any, després de tocar amb la banda de Sousa a la Chicago World Fair (Fira Mundial de Chicago) va deixar la banda per poder tocar amb d'altres agrupacions i agafar la trompeta per primera vegada, i només per una temporada, per fer de segon trompeta de la New York Philharmonic i de primer trompeta la Metropolitan Opera.
Durant aquest període es va divorciar d'Elisabeth London i es va tornar a casar amb Lilian Hause Bell, amb qui va tenir dos fills més, Ruby Bell i Herbert L. Clarke, Jr.
El 1898 va tornar a formar part de la banda de John Philip Sousa, amb qui van realitzar nombroses gires.
Tanmateix, el 1901, Clarke va començar a exercir de director de The American Band, la mateixa banda que el va impressionar quan només tenia tretze anys. Així doncs, va tornar a mudar-se cap a Providence, Rhode Island. Però irònicament, al cap d'un any la banda va triar canviar de director per tornar a incorporar a Bowen R. Church, el mateix cornetista que tan va fascinar aquell dia. Aleshores Clarke va formar la seva pròpia banda, “Clarke’s Band of Providence”.
El 1905, una vegada més, va formar part de la banda de Sousa substituint a Arthur Pryor, convertint-se en l'assistent de director de Sousa. Durant aquest temps, Clarke va dirigir la banda en diverses ocasions per les sessions d'enregistrament per la “Victor Talking Machine Company”, així com va fer amb la seva pròpia banda (1903) i The American Band (1902) en pasades ocasions.
Va col·laborar amb Conn a Elkhart, Indiana, per provar i desenvolupar nous models de corneta i trompeta.
Va fer gravacions com a solista per els segells discogràfics Victor, Edison, Columbia, Odeon, England i finalment Brunswick.
El setembre de 1917 va deixar la banda de Sousa i va decidir abandonar la seva carrera com a solista, als cinquanta anys, després de sentir tocar al trompetista Jules Levy. Més tard, el 1922 va fer les seves últimes gravacions a Nova York per Brunswick Records. Segurament per complaure al seu amic, també cornetista, Walter Rogers, que en aquell moment era el director musical de Brunswick Records.
El 1918, Clarke va tornar a Canadà per dirigir la Anglo-Canadian Leather Company Band a Huntsville, Ontario, fins al 1923. Durant aquest període va exercir molt poc com a intèrpret, es va centrar en la direcció i en la composició, així com en començar a crear la seva pròpia escola de corneta a Chicago.
Del 1923 fins al 1943 va dirigir la banda municipal de Long Beach.
El 1934 el van elegir president de l'Associació Americana de Directors de Banda.
A partir del 1936 va fer amistat i va donar algunes classes al trompetista Claude Gordon
Herbert L. Clarke va morir a l'edad de 77 anys el 30 de gener de 1945. Les seves cendres van ser enterrades al Cementiri del Congrés a Washington D.C. a prop de la tomba de John Philip Sousa.

### Composicions per corneta solista
Clarke va compondre més de 50 obres per corneta solista, moltes de les quals han estat editades diverses vegades. Aquestes només són algunes de les més conegudes.
- Bride of the Waves (1904)
- Sounds from the Hudson (1904)
- Caprice Brilliante (1908)
- Southern Cross (1908)
- The Carnival of Venice (1912)
- Sounds from the Hudson (Valse Brilliante) (1914)
- The Debutante (1917)
- Stars in a Velvety Sky (1919)
- From The Shores Of The Mighty Pacific

### Composicions per corneta i trombó
- Cousins
- Side Partners

### Mètodes per corneta
- Elementary Studies (1909)
- Technical Studies (1912)
- Characteristic Studies (1915)
- Setting Up Drills (1929)

### Autobiografia
Herbert L. Clarke va escriure una autobiografia el 1934, titulada "How I Became A Cornetist".